# 新都尖锋旱雪四季滑雪场
新都尖锋旱雪四季滑雪场又稱尖锋旱雪场，是位於中華人民共和國四川省成都市新都区斑竹园街道的一個人工滑雪場，成立於2017年。2020年，為了準備冬奥会比赛项目训练，尖锋旱雪场修建了专业滑雪道以及旱雪训练大跳台，即尖锋旱雪大跳台Big Air。它总高度43米，总长度112米。此後场地承接中國国家体育总局冬季运动管理中心的8支滑雪国家队的训练。谷爱凌為備戰2022年北京冬奧會而于2022年1月底在尖锋旱雪场集训了5天时间。苏翊鸣也在此訓練過。谷爱凌在2022年北京冬奧會奪冠後，该滑雪场在同程旅行平台的搜索热度实时上涨至平日的15倍。

## 外部連結
- 官方网站